# Liste des cathédrales du Guatemala
Cet article recense les cathédrales du Guatemala.

## Liste
| Cathédrale                                                 | Diocèse                               | Département    | Ville                 | Coordonnées                         | Illustration                                               |
| ---------------------------------------------------------- | ------------------------------------- | -------------- | --------------------- | ----------------------------------- | ---------------------------------------------------------- |
| Cathédrale Nuestra Señora de Los Remedios y San Pablo Itzá | El Petén                              | El Petén       | Flores                | à géolocaliser                      | Cathédrale Nuestra Señora de Los Remedios y San Pablo Itzá |
| Cathédrale de l'Immaculée-Conception                       | Escuintla                             | Escuintla      | Escuintla             | à géolocaliser                      | Image manquante Téléverser                                 |
| Cathédrale Notre-Dame-de-l'Assomption                      | Guatemala                             | Guatemala      | Guatemala             | 14° 38′ 30″ nord, 90° 30′ 43″ ouest | Cathédrale Notre-Dame-de-l'Assomption                      |
| Cathédrale Saint-Joseph                                    | Guatemala                             | Guatemala      | Antigua Guatemala     | 14° 33′ 24″ nord, 90° 43′ 59″ ouest | Cathédrale Saint-Joseph                                    |
| Cathédrale de l'Immaculée-Conception                       | Huehuetenango                         | Huehuetenango  | Huehuetenango         | à géolocaliser                      | Image manquante Téléverser                                 |
| Cathédrale de l'Immaculée-Conception                       | Izabal                                | Izabal         | Puerto Barrios        | à géolocaliser                      | Image manquante Téléverser                                 |
| Cathédrale Notre-Dame-de-l'Expectation                     | Jalapa                                | Jalapa         | Jalapa                | à géolocaliser                      | Image manquante Téléverser                                 |
| Cathédrale du Saint-Esprit                                 | Los Altos, Quetzaltenango–Totonicapán | Quetzaltenango | Quetzaltenango        | à géolocaliser                      | Cathédrale du Saint-Esprit                                 |
| Cathédrale Saint-Michel-Archange                           | Los Altos, Quetzaltenango–Totonicapán | Totonicapán    | Totonicapán           | à géolocaliser                      | Image manquante Téléverser                                 |
| Cathédrale Santa Cruz del Quiché                           | Quiché                                | Quiché         | Santa Cruz del Quiché | à géolocaliser                      | Image manquante Téléverser                                 |
| Cathédrale Saint-Marc                                      | San Marcos                            | San Marcos     | San Marcos            | à géolocaliser                      | Image manquante Téléverser                                 |
| Cathédrale del Niño Dios de Cuilapa                        | Santa Rosa de Lima                    | Santa Rosa     | Santa Rosa de Lima    | à géolocaliser                      | Image manquante Téléverser                                 |
| Cathédrale du Christ-Noir                                  | Santo Cristo de Esquípulas            | Chiquimula     | Esquipulas            | à géolocaliser                      | Cathédrale du Christ-Noir                                  |
| Cathédrale Notre-Dame-de-l'Assomption                      | Sololá–Chimaltenango                  | Sololá         | Sololá                | à géolocaliser                      | Image manquante Téléverser                                 |
| Cathédrale Sainte-Anne                                     | Sololá–Chimaltenango                  | Chimaltenango  | Chimaltenango         | à géolocaliser                      | Cathédrale Sainte-Anne                                     |
| Cathédrale Saint-Barthélemy                                | Suchitepéquez–Retalhuleu              | Suchitepéquez  | Mazatenango           | à géolocaliser                      | Image manquante Téléverser                                 |
| Cathédrale Saint-Dominique-de-Guzmán                       | Verapaz                               | Alta Verapaz   | Cobán                 | à géolocaliser                      | Image manquante Téléverser                                 |
| Cathédrale Saint-Pierre                                    | Zacapa                                | Zacapa         | Zacapa                | à géolocaliser                      | Image manquante Téléverser                                 |